# Un 32 août sur terre
Un 32 août sur terre (titolo internazionale August 32nd on Earth) è un film del 1998 scritto e diretto da Denis Villeneuve, all'esordio nella regia di un lungometraggio.
È stato presentato in molti festival internazionali, in particolare nella sezione Un Certain Regard al 51º Festival di Cannes e al Festival internazionale del film francofono di Namur, dove ha vinto il premio per il miglior film.
Ha ricevuto sette candidature ai Jutra Awards, vincendo il premio per il miglior attore con Alexis Martin.

## Trama
Simone è coinvolta in un grave incidente automobilistico. Questo evento la spinge a decidere di avere un bambino, unica possibilità di dare un senso alla propria esistenza. Sceglie come potenziale padre del bambino il suo migliore amico Philippe, il quale accetta esclusivamente a patto di concepirlo in un deserto.

## Distribuzione
Il film è stato presentato al 51º Festival di Cannes nella sezione Un Certain Regard e al Toronto International Film Festival ed è inedito in Italia.